# Ферере
Ферѐре (на италиански: Ferrere; на пиемонтски: Frere, Фърере) е село и община в Северна Италия, провинция Асти, регион Пиемонт. Разположено е на 268 m надморска височина. Населението на общината е 1631 души (към 2010 г.).